# گل احمد
گل احمد (انگلیسی: Gul Ahmed) شرکت خرده‌فروشی پوشاک پاکستانی است، که در سال ۱۹۵۳ تأسیس شد.